# Миролюбненська сільська територіальна громада
Миролюбненська сільська територіальна громада — територіальна громада в Україні, у Хмельницькому районі Хмельницької області. Адміністративний центр — село Миролюбне.
Площа громади — 215,2 км², населення — 4242 мешканці (2019).
Утворена 12 червня 2020 року шляхом об'єднання Ілляшівської, Миролюбненської, Немиринецької, Самчинецької та Сковородківської сільських рад Старокостянтинівського району.

## Населені пункти
До складу громади входять 15 сіл: Берегелі, Верхняки, Веселе, Деркачі, Ілляшівка, Кантівка, Круглики, Миролюбне, Морозівка, Немиринці, Новоселиця, Підгірне, Самчинці, Семиреньки та Сковородки.